# Canton de Lille-Nord
Le canton de Lille-Nord est un ancien canton français, situé dans le département du Nord et la région Nord-Pas-de-Calais.

## Composition
Le canton de Lille-Nord se composait d’une fraction de la commune de Lille et d'une autre commune. Il compte 34 096 habitants (population municipale) au 1er janvier 2012.
| Nom               | Code Insee | Intercommunalité              | Population (dernière pop. légale)                |
| ----------------- | ---------- | ----------------------------- | ------------------------------------------------ |
| Lille (chef-lieu) | 59350      | Métropole européenne de Lille | Fraction : 11 576(2012) Commune : 233 897 (2014) |
| La Madeleine      | 59368      | Métropole européenne de Lille | 22 248 (2014)                                    |

## Histoire et Représentation: conseillers généraux de 1889 à 2015
Le périmètre du canton Lille-Nord, pour sa partie lilloise datait de 1801 (il comprenait d'ailleurs le cœur historique de la ville : Gd Place, Hospice Comtesse ...).
Son appellation a toutefois changé en 1889 (Loi du 5 juin 1889). Il était alors inclus dans le canton de Lille-Centre.
| Période                | Identité                      | Parti                         | Qualité |
| ---------------------- | ----------------------------- | ----------------------------- | --- |
| août 1889-1892         | Pierre Legrand                | Républicain Opportuniste      | Ministre du Commerce (1882-1883, 1885-1886 et 1888-1889), Député du Nord (1876-1885 et 1887-1895), Conseiller général du Canton de Lille-Centre (1874-1889). |
| 1892-1893 (annulation) | Adolphe Auguste Victor Rigaut | Républicain                   | Industriel, ancien adjoint au maire de Lille |
| 1893-1919              | Emile Scrive                  | Conservateur puis Républicain | Administrateur de mines en Belgique et en France conseiller de préfecture en 14-18 Négociant à Lille                                                         |
| 1919-1936 (décès)      | Georges Guilbaut              | URD                           | Ebéniste, champignonniste, marchand de conserves alimentaires Secrétaire de la Chambre de commerce de Lille                                                  |
| 1936-1940              | Gustave Scrive-Thiriez        | Entente républicaine          | Industriel dans le textile Maire de La Madeleine-lez-Lille Nommé conseiller départemental en 1943                                                            |
|                        |                               |                               | |
| 1945-1951              | Jules Defaux                  | MRP                           | Médecin, conseiller municipal de Lille Elu en 1955 dans le Canton de Lille-Sud-Est                                                                           |
| 1951-1976              | Alain Le Marc'hadour          | RS puis UDR                   | Médecin Maire de La Madeleine Député (1970-1973) |
| 1976-1988 (démission)  | Claude Dhinnin                | UDR puis RPR                  | Agent immobilier et agent d'assurances Maire de La Madeleine (1977-2008) Député du Nord (1973-1981, 1993-1997)                                               |
| 1988-2015              | Jean-Claude Debus             | RPR puis UMP                  | Ingénieur, professeur d'Université à La Catho Suppléant du député Christian Decocq (2002-2007)                                                               |

1976 : victoire de Claude Dhinnin (1er mandat ?) face au PS G. Vandertraeten 51,40 % contre 45,15 % et 3,44 % pour Roland
1er tour : RPR : 34,49 % / PS : 26,89 % / PC : 18,97 % / Div modéré : 15,49 % / DVG : 4,14 %
1982 : réélection de Claude Dhinnin au 1er tour face au PS Bernard Masset, 59,73 % contre 26,87
1er tour : autres candidats : PC : 9,91 % / div écolo : 3,47 %
1988 : 1re élection de JC. Debus. Élu face à Yves Quillot (PS) 60 % contre 40 %
1er tour : PC : 7 % / RPR : 48,4 % / PS : 28,2 % / DVD : 3,6 % / Verts : 5,3 % / FN : 7,5 %
1994 : réélection de JC. Debus. Réélu face à Véronique Hoffmann (PS) 60,48 % contre 39,52 %
1er tour : PC : 9,10 % / PS : 18,82 % / MRG : 5,89 % / Verts : 4,56 % /Div éco : (Etienne Forest) : 4,04 % / RPR : 43,78 % / FN : 13,81 %
2001 : réélection de JC. Debus (RPR) avec 61,06 % face à Véronique Hoffmann (PS) 38,94 %
1er tour : PC : 4,18 % / PS : 24,22 % / verts : 16,4 % / RPR : 40,15 % / RPF : 4 % / DVD : 1,11 % / FN : 7,58 % / MNR : 2,37 %
2008 : réélection de JC. Debus face à Olivier Delaval
Résultats élections 2008 :
1er tour :
Jean-Claude Debus (UMP) : 3 626 voix soit 37,37 %
Michel Ascher (PC) : 390 voix soit 4,02 %
Jacques Descamps (MoDem) : 1 057 voix soit 10,89 %
Guy Tournel (FN) : 512 voix soit 5,28 %
Julien Hornain (div): retrait
Laurence Brassart (Les Verts) : 1 204 voix soit 12,41 %
Olivier Delaval (PS) : 2 914 30,03 %
2e tour :
Jean-Claude Debus (UMP) : 3 972 soit 50,21 %
Olivier Delaval (PS) : 3 939 49,79 % - soit 33 voix d'écart
Sur Lille : 
5 bureaux de vote concernés (n° 301 à 305)
1er tour  :    
UMP : 709 voix 28,24 %
PC : 100 voix 3,98 %
MoDem : 350 voix 13,94 %
FN : 100 voix 3,98 %
Les Verts : 448 voix 17,84 %
PS : 804 voix 32,02 %
2e tour :    
UMP : 969 voix 41,73 %
PS : 1 353 voix 58,27 %

## Conseillers d'arrondissement (de 1889 à 1940)
| Période                                  | Période           | Identité                       | Étiquette                          | Qualité |
| ---------------------------------------- | ----------------- | ------------------------------ | ---------------------------------- | --- |
| 1889                                     | 1890 (décès)      | Pierre Poulnot (1826-1890)     | Républicain avancé                 | Employé aux chemins de fer, chef de gare à Lille                                                             |
|                                          |                   |                                |                                    | |
| 1895                                     | 1901              | Victor Druez (1848-1908)       | Droite                             | Négociant en vins, conseiller municipal de Lille                                                             |
| 1901                                     | 1919              | Georges Guilbaut               | Libéral                            | Ebéniste, champignonniste, marchand de conserves alimentaires, secrétaire de la Chambre de commerce de Lille |
| 1919                                     | 1929 (démission)  | Louis Schaepelynck (1878-1929) | FR                                 | Industriel à Lille                                                                                           |
| mars 1929                                | 1936              | Gustave Scrive-Thiriez         | FR                                 | Industriel, maire de La Madeleine                                                                            |
| 15 mars 1936                             | 1937 (annulation) | Louis Peeters                  | SFIO                               | Conseiller municipal de Lille réélu en octobre 1937 avec une seule voix de majorité                          |
| 1938                                     | 1940              | Georges Neu                    | Action républicaine et sociale PSF | Vice-Président de la Chambre de commerce de Lille                                                            |
| 1940                                     |                   |                                |                                    | Les conseils d'arrondissement ont été suspendus par la loi du 12 octobre 1940 et n'ont jamais été réactivés  |
| Les données manquantes sont à compléter. |                   |                                |                                    | |

## Démographie
| 1962 | 1968 | 1975 | 1982 | 1990   | 1999   | 2006   | 2011   | 2012   |
| ---- | ---- | ---- | ---- | ------ | ------ | ------ | ------ | ------ |
| -    | -    | -    | -    | 28 081 | 30 354 | 31 489 | 33 128 | 34 096 |